# Percy Lau
Percy Lau (Arequipa, Pérou, 16 octobre 1903 – Rio de Janeiro, 12 janvier 1972) était un dessinateur brésilien.

## Vie et œuvre
Percy Lau nait à Arequipa, au Pérou, le 16 octobre 1903. Selon certaines sources ses parents, Bruno et Sofia Lau, étaient allemands, selon d’autres son père était anglais.
Il émigre en 1921 à Olinda (Pernambouc, Brésil) où il entreprendra en autodidacte une carrière de dessinateur. Il passe le reste de sa vie au Brésil, dont il prend la nationalité. Après avoir résidé de 1936 à 1938 à Recife (ville voisine d’Olinda) il s’installe à Rio de Janeiro. En 1939 il épouse sa femme Ismênia, dont il aura un unique fils, Frederico Lau, en 1941.
C’est en 1939 qu’il entre au service de l’Instituto Brasileiro de Geografia e Estatística (IBGE) comme dessinateur documentaire. Il illustre notamment une série d’articles de la Revista brasileira de geografia, par divers auteurs, dont Nelson Werneck Sodré (pt), qui sont réunis en 1940 dans le volume Tipos e aspectos do Brasil, publié par l’IBGE. Lau y représente différents types humains, des activités artisanales, des paysages brésiliens. L’ouvrage assure la célébrité du dessinateur et remporte un grand succès. Il connaîtra dix éditions en portugais jusqu’en 1975. Il est traduit en anglais, en espagnol et en espéranto dans les années 1945-1946, puis en français en 1957.
Lau réside à Niterói, en face de Rio de Janeiro, à partir de 1941, puis revient définitivement à Rio en 1952.
Outre des ouvrages documentaires, il illustre de nombreuses œuvres littéraires.
Il obtient plusieurs récompenses, dont en 1964 le prix Jabuti.
Il meurt à Rio le 12 janvier 1972.

## Hommages
Carlos Drummond de Andrade lui rend hommage avec le poème Perda (perte) publié dans le Jornal do Brasil.
En 1992, une résidence où il a habité, au 756 rua Humberto de Campos, dans le quartier de Leblon, prend le nom d’Edifício Percy Lau.

### Livres illustrés par Percy Lau
- Arraial do Tijuco, cidade de Diamantina / Aires da Mata Machado Filho. Rio, 1945.
- Arruar. História pitoresca do Recife antigo / Mário Sette. 2a ed. Rio, 2001?
- Ascensão, poemas de amor / Ofélia e Narbal Fontes. Companhia Brasileira de Artes Gráficas, 1961.
- Auf dem Amazonas / Richard Katz (en) ; Au fil de l'Amazone, traduction française de Maurice Muller-Strauss, Bruxelles : Éditions de la Paix, 1955
- Casas do patrimônio. Brasília, 2010.
- Cercas sertanejas / Souza Barros. Massangana, 1985.
- Ciclo do carro de bois no Brasil / Bernardino José de Souza. São Paulo, 1958.
- O ciclo do couro no Nordeste / José Alípio Goulart. Rio, 1966.
- A cidade colonial / Nelson Omegna. Rio, 1961.
- Os dois amores / Joaquim Manuel de Macedo. Rio, 1966.
- Dom Pedro II / Renato Seneca Fleury. Melhoramentos, 1967.
- É de Tororó, maracatu / H Borba Filho et alii. Casa do Estudante do Brasil, 1965.
- E eles verão a Deus : Aleijadinho / Kurt Pahlen. Melhoramentos, 1958.
- Engenhos de rapadura do Cariri / José de Figueiredo Filho. Rio, 1958.
- Estado do Rio de Janeiro / Alcione José Asta et alii. Rio, 1959.
- A estância gaúcha / Dante de Laytano. Rio, 1952.
- A fazenda de café em São Paulo / Olavo Baptista Filho. Rio, 1952.
- Geografia física e humana do Brasil, para a terceira série ginasial / Delgado de Carvalho. 8a ed. S. Paulo, 1949.
- Guia histórico e sentimental de São Luís do Maranhão / Astolfo Serra. Civilização Brasileira, 1965.
- O homem no vale do São Francisco / Donald Pierson. Rio, 1972.
- Jangadeiros / Luis da Câmara Cascudo. Ministério da Agricultura, 1957.
- Lendas da terra do ouro / Lúcia Machado de Almeida. Melhoramentos, 1949.
- Maxambombas e maracatus / Mário Sette. Rio, 1958.
- Memórias da rua do Ouvidor / Joaquim Manuel de Macedo. Rio, 1966.
- Minas Gerais / (col.). Rio, 1955.
- O môço loiro / Joaquim Manuel de Macedo. Rio, 1966.
- A moreninha / Joaquim Manuel de Macedo. 9a ed. São Paulo, 1963.
- As mulheres de mantilha, romance histórico / Joaquim Manuel de Macedo. 3a ed. S. Paulo, 1965.
- Mutirão : Formas de ajuda mútua no meio rural / Clovis Caldeira. São Paulo, 1956.
- Noites do Sertão / João Guimarães Rosa. José Olympio, 1969.
- Origem da imoralidade no Brasil : História da formação do caráter nacional / Abelardo Romero. Rio, 1967.
- O palanquim dourado / Mário Sette. Casa do Estudante do Brasil, 1953.
- Rio Grande do Sul / Alcione José Asta et alii. Rio, 1956.
- Santa Maria de Belém do Grão Pará, instantes e evocações da cidade / Leandro Tocantins. Rio, 1963.
- Senhora de engenho / Mario Sette. Melhoramentos, 1937.
- O seringal e o seringueiro / Arthur Cezar Ferreira Reis. Rio, 1953.
- Teófilo Ottoni, ministro do povo / Paulo Pinheiro Chagas. 2a ed. Rio, 1956.
- Tipos e aspectos do Brasil, excertos da Revista brasileira de geografia / (col.). Rio, 1940, et rééditions  — Types et aspects du Brésil, traduction par Annette et Francis Ruellan, Rio de Janeiro, Lucas, D.F., Serviço grafico I.B.G.E., 1957
- Tradições populares da pecuária nordestina / Luís da Câmara Cascudo. Rio, 1956.
- Types et aspects du Brésil, extraits de la Revista brasileira de geografia. Traduit par Annette et Francis Ruellan. Rio, 1957.
- Vila dos confins / Mário Palmério. Rio, 1956, et rééditions.

### Publications sur Percy Lau
- Percy Lau, suas ilustrações / Barbosa Leite. Rio de Janeiro : IBGE, 1969.
- Ilustradores brasileiros da literatura infantil e juvenil / Arnaldo Niskier. Rio de Janeiro : Consultor, 1989.
- Percy Lau, um desenhista e seu traço, catalogue d’exposition. Rio de Janeiro : Museu Nacional de Belas Artes, 2000.
- Tipos e aspectos do Brasil: a paisagem cultural brasileira na iconografia de Percy Lau, Ana M. Daou. Simpósio Nacional sobre Espaço e Cultura, Universidade do Estado do Rio de Janeiro, 2000.
- « A construção de representações nacionais : os desenhos de Percy Lau na Revista Brasileira de Geografia e outras visões iconográficas do Brasil moderno », Heliana Angotti-Salgueiro, in Anais do Museu Paulista, vol. 13, n° 2, 2005, p. 21-72.